# روبرت جوزيف وايت
روبرت جوزيف وايت (بالإنجليزية: Robert Joseph White)‏ ( من مواليد 21 يناير 1926 - وتُوفى 16 سبتمبر 2010) وهو جراح أعصاب أميركي.

## حياته
ولد روبرت وايت في دولوث، مينيسوتا، مع والدته وعمته. قُتل والده أثناء خدمته في حرب المحيط الهادئ خلال الحرب العالمية الثانية. بدأ اهتمام وايت حول الدماغ البشري في المدرسة الثانوية عندما رأى تشريح رأس ضفدع وعندها قرر أن يصبح جراح مخ وأعصاب.
بدأ وايت دراسته الجامعية في جامعة سانت توماس قبل دخوله مدرسة جامعة مينيسوتا الطبية في عام 1949؛ ثم نُقل إلى مدرسة طب هارفارد في عام 1951، حيث حصل على شهادة الطب في عام 1953. تزوج وايت من باتريشيا موراي وهي ممرضة التقى بها في مستشفى بيتر بنت بريغهام عندما كان يُنهى تدريبه الجراحي. كان وايت عضوا في الأكاديمية البابوية للعلوم.
نفذت وايت طوال حياته المهنية أكثر من 10,000 عملية جراحية وأصدر أكثر من 900 منشور في جراحة المخ والأعصاب السريرية والأخلاقيات الطبية والرعاية الصحية. حصل على دكتوراه فخرية من جامعة جون كارول (دكتوراه في العلوم، 1979)، وجامعة ولاية كليفلاند (دكتوراه في العلوم، 1980)، وجامعة والش (دكتوراه في رسائل إنسانية، 1996) وجامعة سانت توماس (دكتوراه في العلوم، 1998). تلقى وايت دعوات من جميع أنحاء العالم لإلقاء المحاضرات وتبادل الخبرات الطبية. وكان مستشارا لمعهد بوردينكو لجراحة المخ والأعصاب في موسكو وكان العضو الأجنبي الوحيد في كل من الأكاديميات الروسية والأوكرانية للعلوم الطبية. وقد ألقى محاضرات مكثفة في الولايات المتحدة وروسيا والصين وأوروبا. كما أصبح وايت مستشارا للبابا يوحنا بولس الثاني. وأنشأ لجنة الفاتيكان للأخلاقيات الطبية الحيوية في عام 1981 بعد تعيينه في أكاديمية العلوم البابوية.
قضى وايت مدة أربعين عاما كأستاذ جراح في جامعة كيس وسترن ريسرف، وكان معلماً محبوباً وجراحاً متميزاً. كان واحدا من أشهر أطباء الأعصاب في الولايات المتحدة.
توفي وايت في منزله في جنيف، أوهايو في 16 سبتمبر 2010 عن عمر يناهز 84 عاما بعد أن عانى من مرض السكري وسرطان البروستاتا.

## أبحاثه
للمزيد من المعلومات انظر : زرع الرأس
في عام 1970 وبعد سلسلة طويلة من التجارب الأولية، قام وايت بزرع رأس قرد على جسم قرد آخر. شملت الجراحة قطع العمود الفقري من الرقبة. كانت الأعصاب القحفية داخل الدماغ لا تزال سليمة حيث كان الجهاز الدورى يقوم بتغذيتها، كان القرد يأكل ويسمع جيداً ويتابع حركة الأشياء بعينه.
ولكن في نهاية المطاف، تسبب الرفض المناعي في وفاة القرد بعد تسعة أيام من العملية الجراحية. دعا الدكتور جيري سيلفر، وهو خبير في إعادة زراعة الأعصاب المقطوعة، بتجارب وايت على القرود بأنها «بربرية إلى حد ما».
خلال التسعينيات، كان وايت يعتزم القيام بنفس العملية على البشر وكان يمارس ذلك على الجثث. كان يأمل أن يتمكن من إجراء جراحة زرع الرأس على الفيزيائي ستيفن هوكينج والممثل كريستوفر ريف. وقد نُوقش مواصلة عمل وايت في بحوث زرع الرأس وتطبيقه مؤخرا في الأدب الجراحي العصبي من قبل الدكتور كانافيرو. تلقت إعادة بناء الحبل الشوكي والربط بين العمود الفقري في البشر دعما مؤخرا من بعض الدراسات الألمانية.